# Pittsburgh Shamrocks
Die Pittsburgh Shamrocks waren eine US-amerikanische Eishockeymannschaft aus Pittsburgh, Pennsylvania. Die Mannschaft spielte in der Saison 1935/36 in der International Hockey League.

## Geschichte
Das Franchise der Pittsburgh Shamrocks wurde 1935 als Mitglied der International Hockey League gegründet. In der Saison 1935/36 belegte die Mannschaft den vierten und somit letzten Platz der Western Division. Anschließend wurde das Team bereits wieder aufgelöst.